# 雪花球

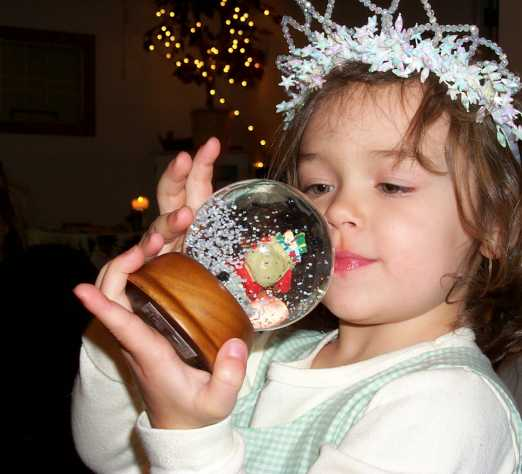
一個女孩拿著一個雪花球

雪花球是透明的球體，傳統上用玻璃製作，用縮小的空間模擬特定場景，像是下雪的場景。雪花球中還有包著水，做為雪花球中當作媒介，讓「雪」能漂落。要讓雪能漂落，必須搖晃雪花球讓白色物體震盪。接著雪花球放回原位，白色物體在水中慢慢漂下來。有些雪花球搭配內建的音樂盒能夠播放樂曲，有些雪花球外面有裝飾。